# Villa Solgårda

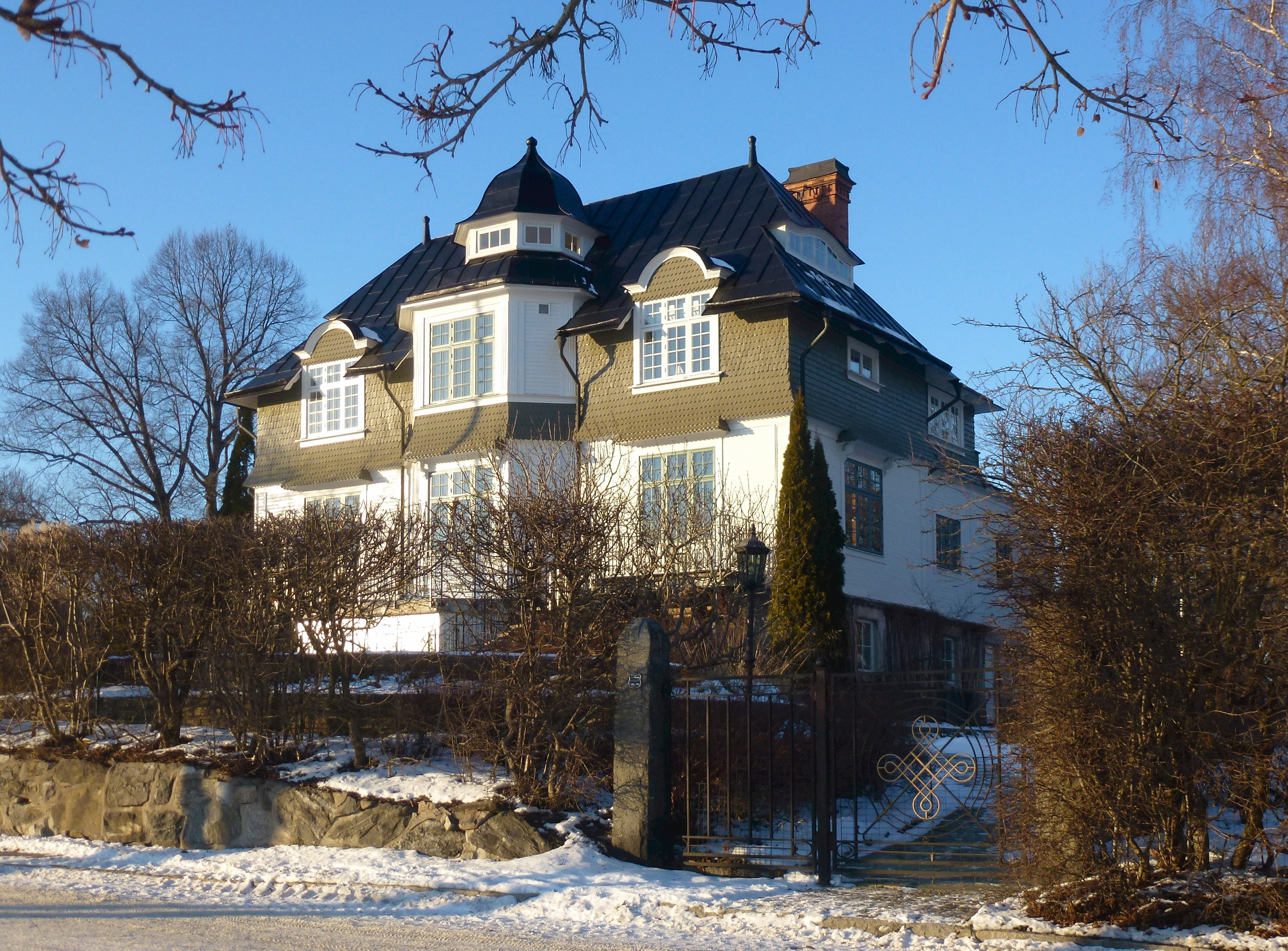
Villa Solgårda i januari 2014.

Villa Solgårda är en kulturhistoriskt intressant byggnad i kvarteret Baldershage på Strandvägen  11 i Djursholm, Danderyds kommun. Villan uppfördes 1898 efter ritningar av ingenjör Hjalmar A. Andersson och har år 2003 av Danderyds kommun klassats som ”värdefull”.

## Beskrivning

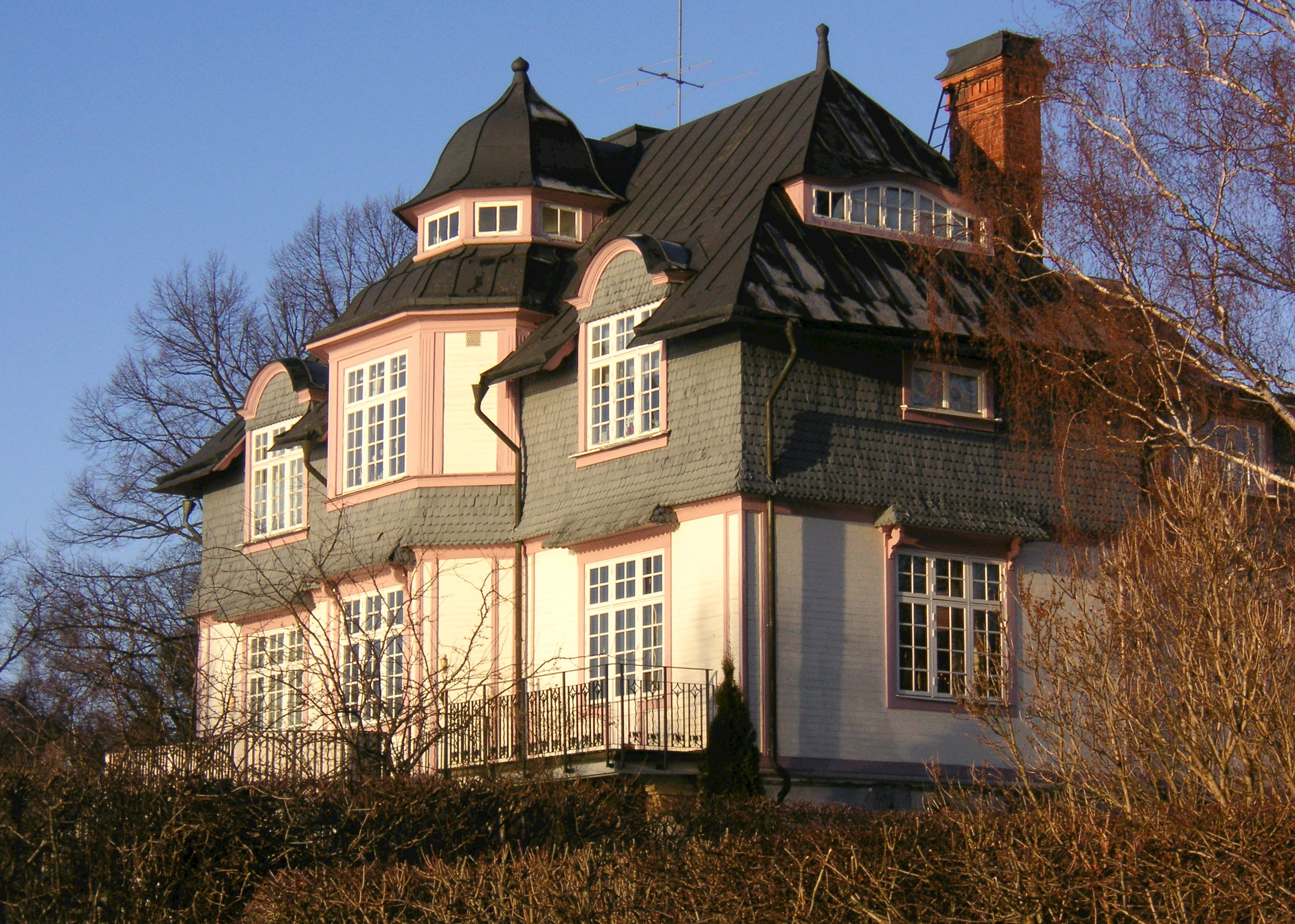
Solgårda 2006 innan fasadrenoveringen.

Byggherre tillika arkitekt för Villa Solgårda var byggnadsingenjören Hjalmar A. Andersson, som efter 1914 kallade sig Hjalmar Arwin. Han räknas som grundare av Lidingö villastad och den person som helt kom att dominera Lidingös förvandling från jordbruksbygd och sommarnöjen till en modern förort för permanentboende. Före tiden för grundandet av Lidingö villastad bodde Andersson i Djursholm, där han ritade, byggde och sålde ett 40-tal villor och svarat för tillkomsten av Djursholms idrottspark. Dessa lönsamma affärer samt ett lån av Henrik Palme (grundaren av Djursholms villastad) gjorde att han kunde investera i mark på Lidingö och 1906 bilda AB Lidingö villastad.
Villa Solgårda i Djursholm, som stod färdig år 1898, ritade och byggde han åt sig själv och sin familj. Hörntomten i kvarteret Baldershage ligger intill Strandvägen och Östra Sveaparken med utsikt över Sveaviken och Stora Värtan. Huset gestaltade byggherren i den tidstypiska nationalromantiken. Villan är en tvåvåningsbyggnad där nedre våningens fasader är klädda med liggande träpanel och övervåningens fasader med fjällpanel. Mittenpartiet mot vattnet är framträdande och avslutas med en tornhuv. Taket är plåttäckt. Tidigare rosa målade fasaddetaljer målades i vit färg i samband med en fasadrenovering efter år 2006. 
Hjalmar Arwin bodde här mellan 1898 och 1914. Därefter flyttade han till Lidingö. En kombination av vacklande hälsa och bristande tålamod gjorde att han 1920 sålde sitt aktieinnehav i AB Lidingö villastad och året efter lämnade han även ordförandeskapet.  En av de senare ägarna var företagsledaren Axel Wallenberg som innehade villan fram till år 2001 innan han flyttade till Italien. Han sålde fastigheten för 24 miljoner kronor till affärsmannen Erik Fröberg.

## Bilder

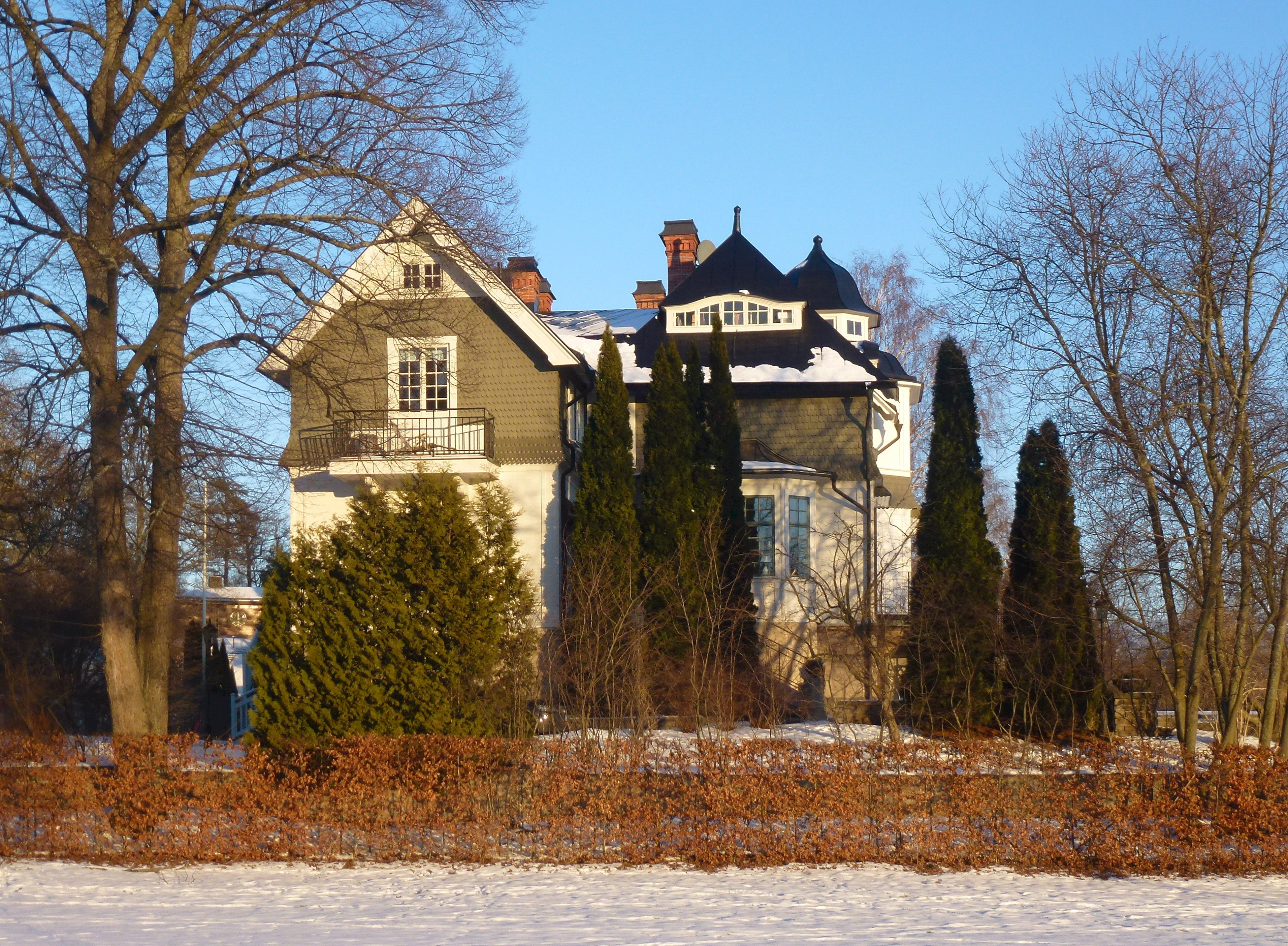
Fasad mot Östra Sveaparken
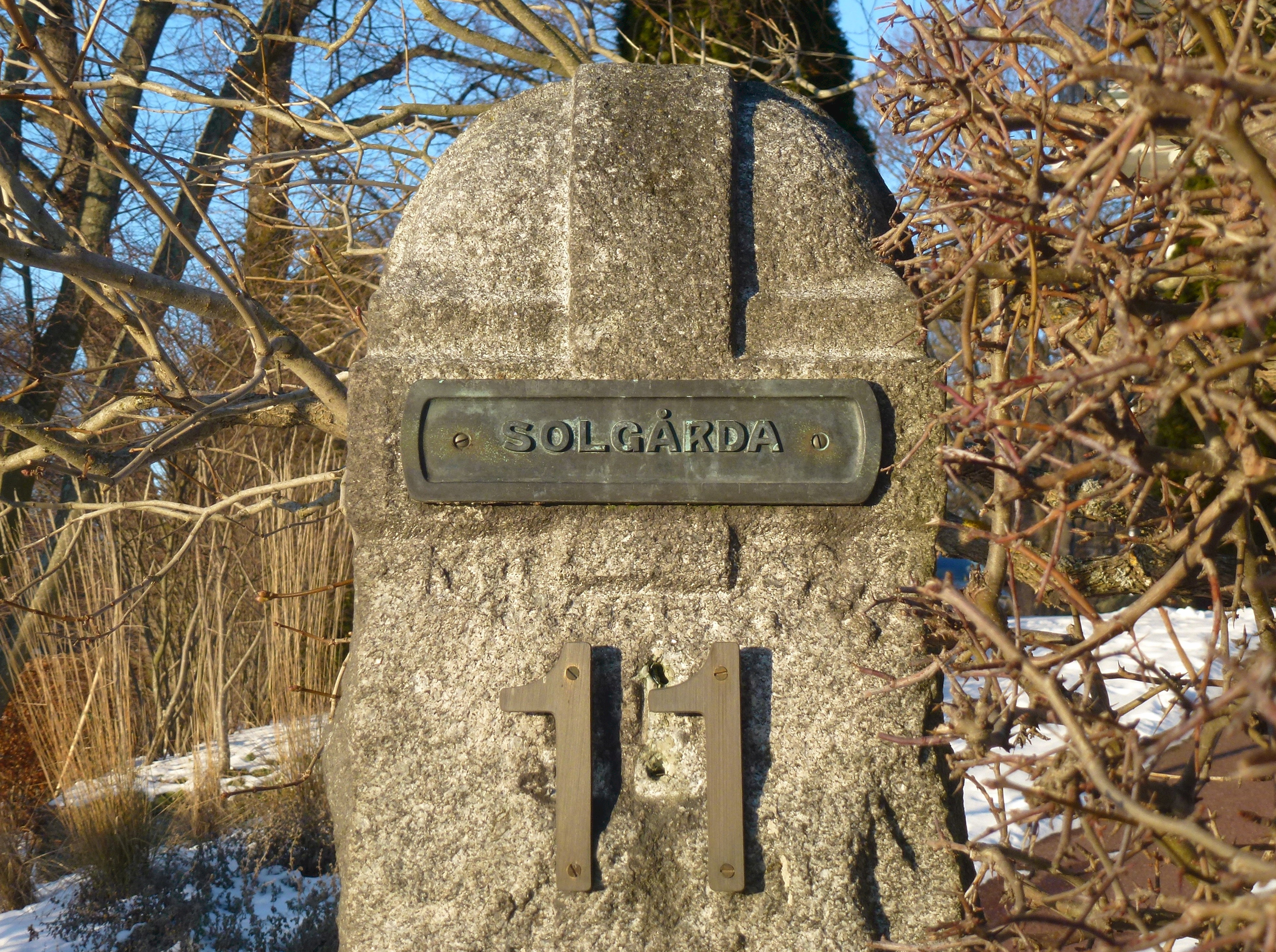
"Villa Solgårda"
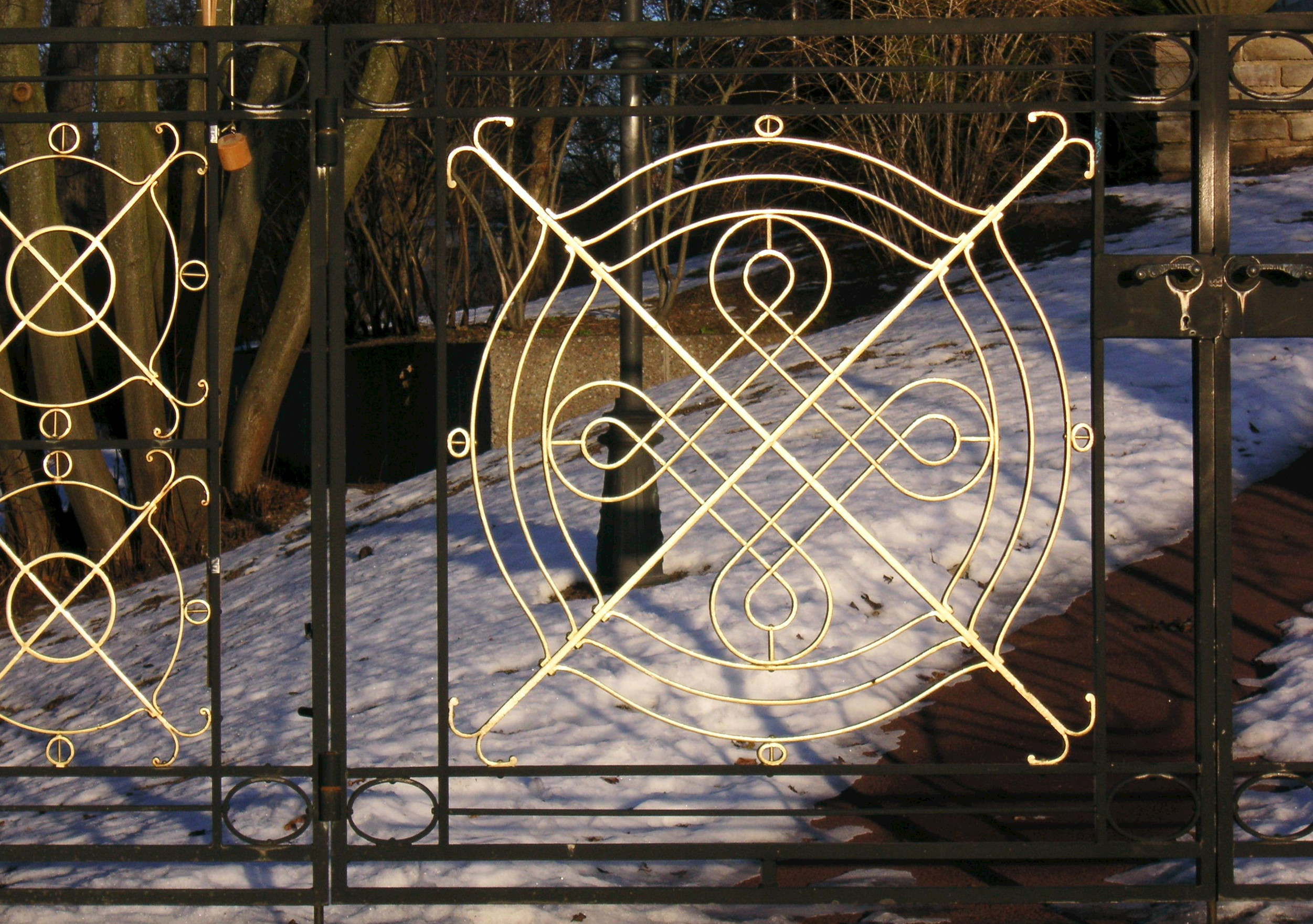
Smidesgrinden
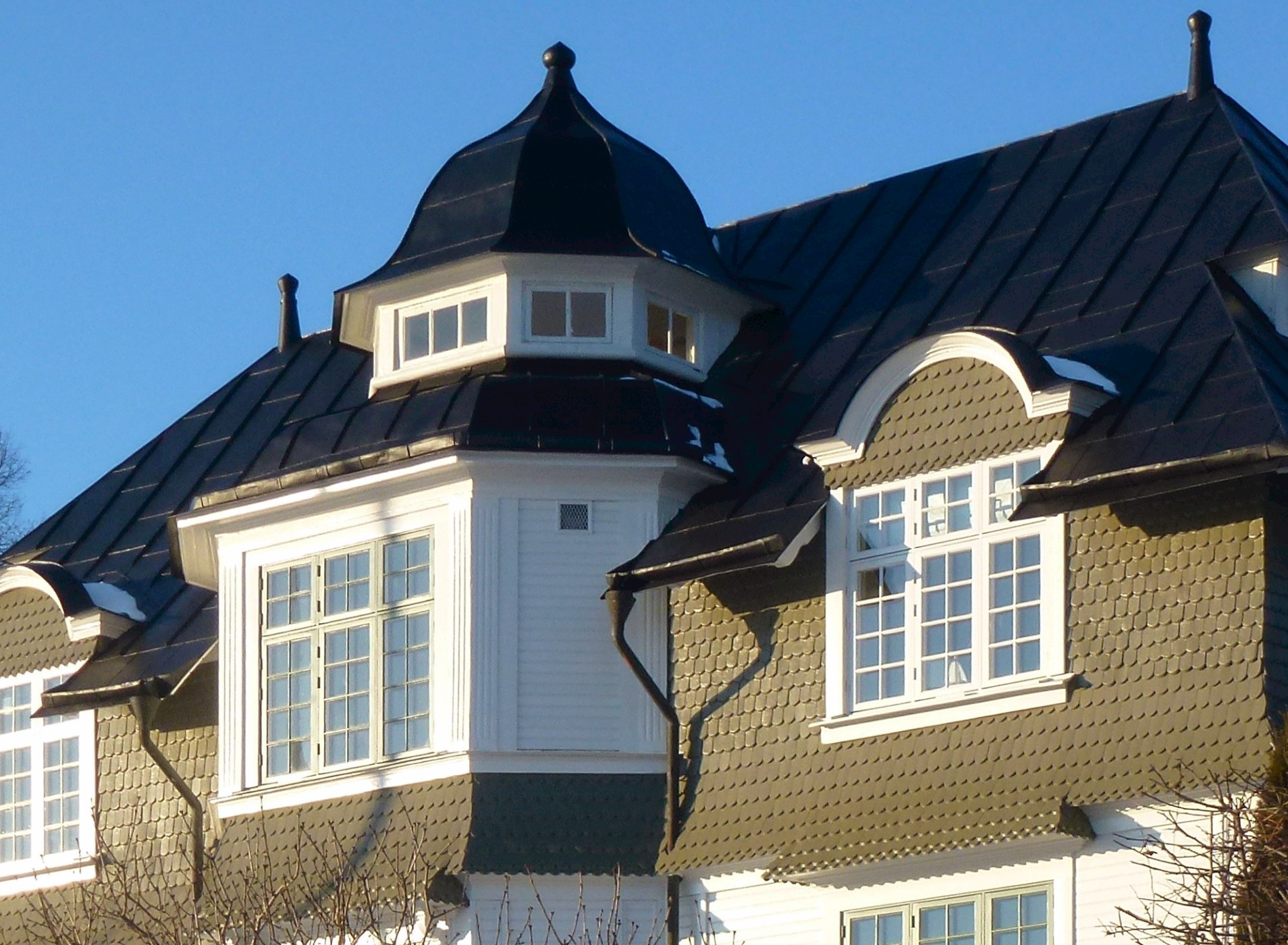
Fasaddetalj